# Parc zoologique de Lille
Le Parc zoologique de Lille, aussi appelé localement parc zoologique du Bois de Boulogne, est un parc zoologique français situé dans la région des Hauts-de-France, dans le quartier Vauban-Esquermes de la ville de Lille, au pied de la citadelle. Ouvert en 1950, il est une propriété de la Ville de Lille. Il présente, en 2025, plus de 350 animaux de 77 espèces sur 3,5 hectares.
Membre permanent de l'Association européenne des zoos et aquariums (EAZA), il s'engage dans la conservation ex situ en participant à des programmes européens pour les espèces menacées (EEP). Il est également membre de l'Association mondiale des zoos et aquariums (WAZA) et de l’Association française des parcs zoologiques (AFdPZ).
La gratuité de l'entrée, en vigueur jusqu'en 2016, a contribué à en faire l'un des sites touristiques qui reçoit le plus de visiteurs en province et le premier parc zoologique en termes de fréquentation de 2005 à 2014. Il devient le cinquième parc zoologique le plus visité de France en 2017, année où il devient payant pour les non-Lillois, Lommois et Hellemmois. Deux années plus tard, en 2019, il reste dans le top 10 des zoos les plus visités de France.
Il est organisé en 6 zones thématiques intitulées : « Autour du monde », « Voyage exotique », « D'île en île », « Excursion sud-américaine »  « Terres d'Afrique » et « Sous les tropiques » (une grande volière à immersion de 750 m² pour 10 m de hauteur).

## Historique

### Années 1950
Lors de sa création en 1950, le parc zoologique de Lille n'est que l'un des espaces d'un parc de loisirs pour enfants. Il ne comprend alors que quelques enclos abritant des animaux de ferme mais également des sangliers, daims et cerfs.
À partir de 1953, le zoo construit deux rangées de volières. Il comprend également des collections de gibier (à poil et à plume), de canards, poules et coqs, pigeons, faisans, paons et autres, logés dans les fossés de la citadelle et aux alentours. À cette époque, le parc zoologique est entretenu par le service municipal des jardins et accueille essentiellement des animaux confisqués par les douanes, ou des animaux exotiques abandonnés par leurs propriétaires.

### Années 1960
C’est dans les premières années de cette décennie que le parc zoologique est placé sous la direction de la Ville de Lille.
Au début des années 1960, il s'étend pour couvrir une surface d’un hectare et accueille ses premiers singes. Une maison tropicale est construite en 1962, elle accueille des reptiles et un python. Franck Haelewyn, directeur du zoo de 1991 à 2006, déclare alors en 2004 : « Dans les années 1960, les gens revenaient d’Asie ou d’Afrique avec des animaux exotiques qu’ils finissaient par abandonner au zoo ». Ce dernier abrite plus de 350 animaux dès la fin des années 1960.

### Années 1970
Durant cette décennie, la centaine d’espèces différentes au zoo est dépassée.
Même s’il devient dès lors très fréquenté par de nombreuses familles des classes populaires, et qu’il constitue plus largement l'un des lieux de promenade dominicale préféré des Lillois (150 000 visiteurs par an), la présence d’un ours est présentée au public, même si elle est très décriée, tout comme le trop grand nombre d’espèces.
Sur les conditions, à cette époque, des animaux du zoo, qui accueille également une panthère, Pierre Dhénin - grande figure locale de la protection des animaux et fils de Marcel Dhénin - , qui fût président de l'association Zooalil (laquelle est un partenaire du zoo de Lille), évoque le fait qu’ils soient : « gardés dans des conditions qui ressembl[ent] plus à de la détention ».

### Années 1980
En 1981, Marcel Dhénin, figure locale de la protection des animaux, est nommé directeur du parc zoologique lillois. Le bien-être des animaux devient alors la priorité. Ainsi, l'image du zoo s'améliore.
C'est également dans les années 1980 que la collection du zoo d'Englos rejoint celle de Lille. Tandis que l'ours s'est vu être transféré dans un zoo qui lui permet de bénéficier de conditions plus agréables qu'au zoo lillois.
C'est à cette époque que le zoo atteint sa superficie d'aujourd'hui, c'est-à-dire 3,5 hectares.

### Années 1990
En 1990, le zoo voit son visage changé par la réalisation d'un vaste programme d'extension et de rénovation, entrepris par la ville.
C'est en cette même année que la zone autrefois nommée « Îles aux singes » (aujourd'hui, elle se nomme « D'île en île ») a vu le jour, tout comme les autres zones thématiques suivantes : « Amérique du Sud » et « Afrique ».
En 1991, le zoo accueille son nouveau directeur en la personne de Franck Haelewyn.
En 1995, une panthère des neiges d’Himalaya est arrivée en provenance d’un zoo anglais, et trois bébés puma sont recueillis par le zoo.
Sur le carnet rose est ajoutée une ligne faisant mention de la naissance d’un kinkajou, alors que le zoo expose aussi des ocelots d’Amérique du Sud ou encore un porc-épic.
Ce gros travail dans la sauvegarde des animaux en voie de disparition se voit récompensé avec une reconnaissance internationale qui lui permet, notamment, de devenir membre de l'Association européenne des zoos et aquariums (EAZA).

### Années 2000
En 2000, le zoo se situait en 9e place des sites culturels et récréatifs français avec un total de 1,4 million de visiteurs dans l'année, et en 4e position des parcs de loisirs derrière le Parc Disneyland, le Futuroscope et le Parc Astérix.
C'est durant cette décennie que l'enclos des pandas roux apparaît, ce qui a permis d'accueillir les premiers animaux de cette espèce en 2005, c'est aussi à ces mêmes instants que l'enclos des tortues géantes d'Aldabra fût construit.
Le zoo compte alors 400 animaux entre mammifères, oiseaux et reptiles. Parmi ceux-ci, cinq bébés tamarins nés en son sein.
En 2006, le zoo comptait sous son aile 250 oiseaux.
C’est aussi en 2006 que la Ville de Lille s'apprêtait à lancer une étude de faisabilité et de programmation afin de donner au zoo une envergure internationale.
Les élus verts de l’époque voudraient que le nouveau zoo soit dans le quartier de Lille-Sud (il ferait alors 9 hectares) mais un deuxième site est également envisagé, plus proche de l’existant : celui du « magasin aux pavés » (aussi appelé des « Pyramides ») où se situe la porte de Dunkerque (le terrain fait ici 5 hectares).
En 2007, le projet d'extension est en pourparler, il n'y a alors plus de déménagement prévu : « Nous menons une réflexion sur une extension au sein même du parc de la Citadelle » (Éric Quiquet, adjoint (Verts) à l'Environnement).
En 2008, une femelle gibbon à mains blanches est née au zoo, et s’est vu attribuer le prénom Kalaweit, alors que la panthère des neiges d’Himalaya, arrivée au parc zoologique de Lille en 1995, est décédée cette même année.
Le projet d'extension, qui devait être mis à l'étude en 2006, l'est finalement que cette année-ci.
En 2009, pour la réouverture du parc, il est possible d’admirer un nouveau siamang ainsi qu'un nouveau tamarin empereur, tous deux nés au zoo.
En lieu et place de l’ancienne panthère des neiges d’Himalaya, vivent deux nouvelles chouettes lapones. Des hoccos viennent compléter la liste des nouvelles arrivées.
Plus tard dans l’année, le 2 mai, une femelle tapir terrestre est née, c'est une première à Lille,. Le 15 décembre, les soigneurs ont pu fêter la naissance d’un zèbre. Le 18 décembre, le zoo connaît à nouveau la naissance d’un bébé siamang.
Sans connaître l'année précise, c'est entre 2000 et 2009 que le zoo s'est doté de salles de soins et de cages d'hospitalisation ainsi que d'un service pédagogique.

### Années 2010
La ville de Lille a adopté en 2010 un projet d'extension et de réaménagement du parc zoologique (par un accord-cadre), dont la superficie devrait être portée à huit hectares. Il devrait se situer proche de la citadelle.
Cette même année, le zoo lillois compte 350 animaux de 75 espèces. Outre les nouveau-nés en décembre dernier pendant la trêve hivernale, les visiteurs ont pu découvrir deux nouveaux tamarins labiés et un nouveau tamarin empereur qui sont tous les trois, eux aussi, nés au zoo pendant la trêve hivernale. À ajouter à la liste des naissances : un tapir terrestre.
En 2011, plus précisément le 18 janvier, plusieurs tamarins empereur sont nés, quatre tamarin labié ont aussi vu le jour mais cette fois-ci le 07 février. Les rhinocéros blancs ont quant à eux rejoint des zoos différents, dans le cadre du Programme d'Élevage Européen (EEP). Ils ont été remplacés deux mois plus tard.
En septembre et ce pour la troisième année consécutive, un tapir terrestre est né au zoo de Lille,.
En 2012, au mois de mai, « Atelier Zou » met à disposition son rendu d'études.
En 2013, le zoo change d'identité visuelle.
Il a vu naître le 6 janvier, deux bébés tamarins labiés ainsi qu'un quatrième bébé tapir terrestre en cinq ans. En juin, c'est une moins bonne nouvelle que le zoo a connu; la mort de Papyrus, un tapir terrestre de 17 ans.
Sur le plan de l'extension, l'association Zooalil a mis à disposition des élus un dossier dans lequel est fait part de sa volonté : « [Un] jardin zoologique du troisième millénaire » s'étendant sur 12 hectares et qui coûterait 100 millions d'euros. Cependant, Cyrille Pradal, élu (EELV) a déclaré que le projet est « gelé pour des raisons budgétaires ».
En 2014, le zoo fête ses soixante ans,.
Quatre nouveaux petits animaux sont à voir : un chevrotain malais, deux tamarins labiés et un loris lent pygmée sont nés au zoo.
De nombreux nouveaux aménagements ont eu lieu.
En avril, il est annoncé l'abandon du projet d’extension, alors que celle-ci devait être, à l'origine, livrée en 2017. La question de la gratuité prend alors de plus en plus de place.
Début 2015, d’importants travaux - de deux natures différentes - commencent et s'achèvent quatre mois et demi plus tard, pour la réouverture qui a eu lieu le 2 mai. Une partie des travaux a permis l’installation d’un nouveau système d'assainissement des eaux usées et de récupération d'eau de pluie, ainsi que l'installation de panneaux filtrant. Une autre a permis de réaliser un important travail paysager. Le montant de ces deux chantiers est de 600 000 € d'après La Voix du Nord, 780 000 € d'après 20 Minutes.
La chevêche d'Athéna ainsi que le hocco à pierre ont agrandi la collection du zoo et un échange de panda roux s'est effectué avec le parc zoologique de Barcelone.
Il possède alors 250 animaux pour 70 espèces.
En 2016, 250 animaux de 70 espèces, dont 11 de primates, font le zoo de Lille.
Plusieurs animaux de plusieurs espèces différentes ont été échangés, dans le cadre d'un EEP, dont les rhinocéros.
L’animation « Les visites des coulisses » a été créée cette année-là.
En 2017, les changements sont conséquents : de la fin de l'entrée gratuite pour tous, à la création d'une nouvelle zone, la transformation d'une autre, à l'arrivée de nombreuses nouvelles espèces animales.
L'entrée devient alors payante : 4 € pour les adultes et 2 € pour les mineurs, avec des tarifs spéciaux familles et abonnements, gratuit pour les - 5 ans (ces tarifs ne sont plus d'actualité) pour les personnes n'habitant pas à Lille ou dans les communes associées, Hellemmes et Lomme (celles-ci doivent demander un pass Lille&Moi).
Une refonte de l’entrée a été effectuée à cette occasion, avec l'installation de guichets et d’une caisse automatique. 225 000 € ont ainsi été dépensés.
La plus grande des nouveautés réside dans la création d'un nouvel espace thématique : une grande volière à immersion - ce qui signifie que l'on peut entrer et marcher à l'intérieur au milieu des animaux, sans clôtures - de 750 m2(10 m de hauteur, 25 de large sur 30 de long), elle recouvre ainsi 20% de la superficie du parc zoologique lillois.
Cette volière, dans laquelle évoluent neuf espèces différentes, a coûté 300 000 € à la municipalité.
Toujours durant la traditionnelle période de trêve hivernale, les équipes du zoo ont effectué des travaux dans la « Maison tropicale » afin de faire entrer la lumière (alors qu'elle en était jusqu'alors totalement démunie) et de planter des plantes.
L'arrivée de nombreuses nouvelles espèces : tatou à six bandes, agoutis, ouistiti, muntjac de Reeves, renard polaire, chat de Pallas et wallaby de Parma - dont un serpent des blés confié au zoo, alors qu’il a été retrouvé dans un appartement - porte ainsi leur nombre à 110 ; 28 d'entre elles sont alors menacées. Les deux rhinocéros se sont vu remplacés. L’année est aussi marquée par la mort d’un des pandas roux au mois d’août, et de la naissance d’un tapir terrestre au mois de septembre.
Plus d'activités et d'animations sont également prévues.
800.000€ ont été investis cette année, les recettes de l'année, elles, sont espérées à 220 000 €. Ce seront finalement 400 000 € de récolter.
En 2018, le parc zoologique compte 450 animaux de plus de 100 espèces.
Parmi ces espèces, nombreuses sont nouvelles : c’est notamment le cas de plusieurs loups à crinière, d’un iguane, d’un caméléon casqué mais aussi de nombreux oiseaux.
De nouvelles petites bêtes sont arrivées au cours de l’année avec la naissance de six petits renards polaires au sein du zoo,. Il a également accueilli une nouvelle femelle pandas roux.
Un an après que le zoo soit devenu payant, Géraldine Blanchon-Pothet, la directrice du zoo de l’époque, explique la fréquentation (en baisse) et les revenus du parc dans une interview pour Zoo Actu.
Le zoo a ouvert une boutique de souvenirs, dès le début de l’année, alors qu’il n’en était jusqu’alors dépourvu, ainsi qu’un point de restauration, le 1er mai.
Les investissements du zoo depuis 2016 s'élèvent à 1 000 000 €.
En début d’année 2019, aucune nouvelle espèce ne vient compléter le panel du parc zoologique. Cela ne veut pas dire pour autant qu’il n’y a pas eu de nouveaux animaux puisque quatre suricates sont nés en août, et qu’un zèbre est arrivé en octobre. Il mourut cependant un mois plus tard, encorné par un rhinocéros. Cet accident met alors fin à la présence de zèbres au zoo,. Il a cependant connu d'autres nouveaux animaux : entre venu et (nombreuses) naissances.

### Années 2020
En 2020, le parc zoologique comptabilise 90 espèces pour 408 animaux.
En février, le zoo connaît le malheureux événement du décès de son pandas roux doyen, mort de vieillesse,. Dans la nuit du 29 février au 1er mars, après une intrusion dans l’établissement, un suricate manque à l'appel, sans que l’on ne sache s’il s'agit d’un vol ou le fait qu’il soit tué par d’autres suricates.
À la suite de la pandémie de la Covid-19 ainsi que des mesures gouvernementales, le zoo a fermé ses portes le 14 mars. À sa réouverture, il est mis en place des mesures de protection afin de limiter les risques de contamination de certaines espèces, notamment par l’installation de vitres ou de plexiglas devant les enclos.
Les tortues géantes d’Aldabra se sont vu bénéficier d’un nouveau système de chauffage par un don de l’association Zooalil.
En février 2021, dans le cadre d'un Programme d'Élevage Européen, un panda roux mâle est arrivé au zoo afin de former un couple dans un but de reproduction,,. Il n’a été cependant possible de le voir qu’après la réouverture du 19 mai, à la suite d’un nouveau confinement - à la suite duquel un pass sanitaire a été demandé pour visiter le zoo -, tout comme un jeune mâle loris lent pygmée, arrivé en décembre dernier dans le même cadre.
En 2022, nombreux sont les changements que l’on puisse voir à la réouverture du zoo, dont le plus important est le réaménagement d’un espace afin qu’il soit le nouvel enclos des renards polaires; il est alors plus grand que le précédent. Cependant, plusieurs autres changements ont eu lieu dont les départs des caméléons casqués ainsi que des moutons d'Ouessant, mais de nouvelles espèces sont visibles. En avril, une nouvelle gibbon à mains blanches est arrivée,. Le 06 octobre, le zoo annonce sur sa page Facebook la naissance de deux pandas roux nés le 17 juillet, un événement « très rare ». Autres naissances au parc zoologique : celle de deux jumeaux loris lent pygmés faisant preuve, eux aussi, d’un Programme d'Élevage Européen.
En 2023, le zoo accueille 360 animaux de 88 espèces, dont 26 font preuve d’un EEP.
Après la cyberattaque dont a été victime la Ville de Lille le 01 mars, ce dernier a été accessible pendant quelques jours gratuitement. Il est depuis lors impossible de payer sa place en ligne, ni de s’acquitter d’un abonnement.
Pour la deuxième année consécutive, le couple de loris lent pygmées a permis la naissance de deux jumeaux, au mois de mars.
Les 21 et 22 mai, les deux pandas roux nés au zoo l’année dernière l’ont quitté pour rejoindre, pour l’un, le Parc animalier d’Auvergne et, pour l’autre, le Thoiry ZooSafari,.
Le zoo annonce le 8 juin, sur sa page Facebook, l'arrivée de quatre nouveaux ibis de Ridgway en provenance du zoo d'Artis pour la moitié d'entre eux et du Parc des oiseaux de Villars-les-Dombes pour l'autre moitié.
Dans la nuit du samedi 24 au dimanche 25 juin a lieu une intrusion dans l’enceinte du zoo, à la suite de laquelle est constatée, dans un premier temps, la disparition de quatre tortues grecques puis d’un kookaburra. La ville - propriétaire de l’établissement - annonce alors qu’elle va porter plainte pour vol d’espèces protégées (concernant les tortues grecques) et intrusion,. Les cinq animaux sont finalement retrouvés en bonne santé quelques jours plus tard, alors qu’il était mis en vente sur les réseaux sociaux,.
Le 24 janvier 2024, dans le cadre du programme européen pour les espèces menacées concernant les rhinocéros blancs du Sud, les deux mâles du zoo, arrivés en 2016 et ayant atteint leur maturité, le quittent, pour rejoindre deux établissements israélien différents : le zoo de Ramat Gan pour l’un et celui de Jérusalem (Zoo biblique de Jérusalem) pour l’autre,. Ils ne seront pas remplacés par d’autres individus de la même espèce puisque le zoo verra une « nouvelle zone de biodiversité » naître en lieu et place de l’ancien enclos des rhinocéros. Il est ainsi prévu qu’elle accueille deux nouvelles espèces ; des animaux « peu représentés dans les zoos » et encore « jamais vus à Lille ». Au moins une d’entre elles devrait être une espèce protégée,,. L'ouverture de cette nouvelle zone au public est prévue au mois d’avril.
D’autres travaux sont également en cours après la réouverture et continue de mouvementée la vie du parc zoologique qui voit ainsi son secteur « Voyage exotique » se transformer au cours de ceux-ci afin de s'agrandir et de faire peau neuve dans le but d’offrir plus d'espace aux espèces arboricoles et aux tortues géantes des Seychelles ainsi qu'une meilleure qualité d’observation pour les visiteurs,. La réouverture du bâtiment est prévue au mois du juillet. Par conséquent, seuls 59 espèces, sur les 78 présentes au sein de l’établissement (80 le seront d'ici l'été), sont visibles à sa réouverture.
L'habitat des renards polaires, lui aussi, voit des rénovations afin de mieux satisfaire les besoins de l'animal.
Sur sa page Facebook, le zoo annonce le 02 février l'arrivée, dans le cadre d’un transfert, de Thanos, un jeune mâle tatou à 6 bandes, en provenance du parc zoologique de Paris.
Le 15 mars, l'équipe zoologique annonce l'arrivée au monde de loris lents pygmées, une espèce classée en danger par l'Union Internationale pour la Conservation de la Nature (UICN) et faisant preuve d'un EEP.
En juin, deux femelles loup à crinière arrivent au zoo en provenance du zoo de Thoiry. Elles sont prénommées Lagoa et Ita, sœurs et âgées de deux et demi. Le mâle, Harry, est quant à lui transféré, dans un même temps, au zoo de Maubeuge dans l’espoir d’un accouplement,.
Un peu plus tard dans le mois, le zoo annonce la provenance d’une nouvelle espèce - inédite à Lille -, classée en danger. Trois femelles Cobe du Nil, prénommées Ufa, Boma et Ajwara, intègrent ainsi la zone « Terres d’Afrique ». Toutes sont nées en Tchéquie, soit au zoo de Dvůr Králové, soit au zoo d'Ostrava,. Un mâle devrait les rejoindre afin de se reproduire, l’espèce faisant preuve d’un EEP.
Durant l’été, un phacochère commun - prénommé Charlie - rejoint les animaux du zoo. Il est né un peu plus d’un an auparavant au zoo d'Ouwehand, aux Pays-Bas. L’espèce fait l’objet d’un EEP,,.
Un peu plus tôt dans la saison, sept insérables à joues noires sont nés, tout comme un loriquet arc-en-ciel.
En 2025, le zoo de Lille fête ses 75 ans d'existence. À la réouverture du zoo le 08 février, de nombreux réaménagements ont eu lieu. Ainsi, la volière immersive « Sous les tropiques » à fait l’objet de travaux avec la création d’un bassin dédié aux ibis et un nouvel enclos (avec deux petits bâtiments isolés et chauffés ) - qui accueil un nouveau groupe d’écureuil de Prévost - a été créé au sein de l’espace « Autour du monde ». L'extension du « Voyage exotique », dont le coût est de 2 millions d’euros, reste toutefois fermée. Il ne devra rouvrir qu’à l’été. L’ensemble des tables, chaises et bancs du site ont été restaurés, tout comme le cheminement des visiteurs,,,,. Le coût de l’ensemble de ces travaux mais aussi ceux de la zone « Terres d’Afrique » est de 2,5 millions d’euros.
Durant la période de fermeture hivernale et la nuit du 23 janvier, le carnet rose s’est vu complété avec l’ajout d’une ligne sur la naissance d’une femelle Cobe du Nil,,.

## Installations et faune hébergée
Le zoo est accessible aux personnes à mobilité réduite et a établi un chemin de visite adapté, néanmoins, est obligatoire la présence d’un accompagnateur (entrée gratuite) en raison de la déclivité importante dans certaines parties du parc. Ce dernier possède, depuis 2018, 12 plaques tactiles à destination des personnes malvoyantes ou non-voyantes en plus de boucles magnétiques pour les personnes malentendantes.
Un point de restauration ainsi qu’une boutique complète les installations du parc zoologique lillois.
En 2024, le parc zoologique présente plus de 350 animaux - parmi lesquels mammifères, oiseaux et reptiles - de 80 espèces, dont 23 en voie d’extinction.
Ils sont répartis, à partir de 2017, dans six espaces thématiques distincts :

### «Autour du monde»
Cette zone présente, comme son nom l'indique, des espèces provenant de différentes régions du globe qui sont seulement des petits mammifères, oiseaux et reptiles.
Auparavant, cette partie du zoo correspondait aux suivantes : « Allée des volières » (la partie la plus ancienne) et « Île de Madagascar ».
On y retrouve ainsi des animaux d'Afrique : le suricate, la mangouste naine du Sud, le fennec, l'ombrette africaine, le youyou du Sénégal, le gris du Gabon, le choucador superbe, la grue royale, le maki catta, le vari noir et blanc, l’inséparable à joues noires, et le touraco vert. On y retrouve également des animaux d’Asie : le panda roux, l'écureuil de Prévost, le padda de Java, l'étourneau de Rothschild, le chat de Pallas, le muntjac de Reeves, le binturong, la loutre cendrée, le porc-épic indien. Des animaux d’Amérique : l’ara macao, la chevêche des terriers, le hocco à pierre, le saki à face blanche, l’agouti d’Azara, le cardinal rouge, la conure soleil, l’agami trompette et la tourterelle à ailes blanches. Des animaux d’Océanie : le wallaby de Parma, le martin-chasseur à ailes bleues, le cacatoès soufré, le cacatoès rosalbin, le carpophage blanc, le goura de Sclater, le vanneau soldat et le loriquet arc-en-ciel. Deux animaux d'Europe complètent cette zone thématique : le renard polaire et la tortue grecque (visible seulement en été).

### «Voyage exotique»
Autrefois nommé « Maison tropicale », « Voyage exotique » possède un espace « nursery » et présente divers mammifères et oiseaux : écureuil de Prévost, loris lent pygmée, roussette de Lyle, chevrotain malais, rouloul couronné, agouti d'Azara, kinkajou, tamarin labié, paresseux à deux doigts et tatou à six bandes, mais aussi plusieurs reptiles : boa constrictor, couleuvre d’Asie, serpent taureau, serpent roi de Californie, serpent des blés, tortue géante d'Aldabra, dendrobate azureus, dendrobate leucomela, péloméduse roussâtre et iguane vert.

### «D’île en île»
Cette zone a été appelée auparavant « Îles aux singes ».
Cette partie comprend quatre îles distinctes; l’une d’entre elles accueille des gibbons à mains blanches, une autre des pélicans blancs et des tortues de Floride, une suivante des siamangs et une dernière des capucins brun.
« D'Île en île” présente également : tadornes de Belon, oies à tête barrée, bernaches nénés et ouette de Magellan.

### «Excursion sud-américaine»
Ce territoire, anciennement intitulé « Terres d'Amérique », héberge deux loups à crinière et deux tapirs terrestres.

### «Terres d’Afrique»
« Terres d’Afrique » est le territoire où évoluent : Cobe du Nil et phacochère commun, depuis juin 2024.
Auparavant, celui-ci était le lieux d’habitat de rhinocéros blanc du Sud, pintade de Numidie ainsi que bernache nonnette.

### «Sous les tropiques»
« Sous les tropiques » est le dernier espace thématique créé au parc zoologique.
C’est une volière immersive - c’est-à-dire accessible au public et dans laquelle les animaux évoluent librement - d’une superficie de 750m2 (10 mètres de haut, 25 de large sur 30 de long). Elle représente 20% de la surface totale du zoo. Elle est ouverte depuis le 8 mai 2017.
Il y évoluent des vautours auras, ibis de Ridgway, ibis rouge mais aussi ibis à face noire, hérons garde-bœufs, des cariamas huppés ainsi que des sternes inca et des dendrocygnes veufs.

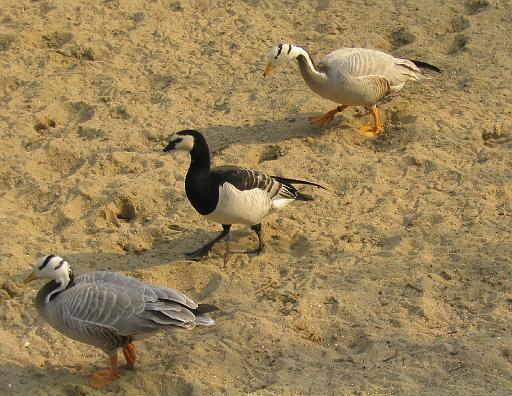
Oies et bernaches
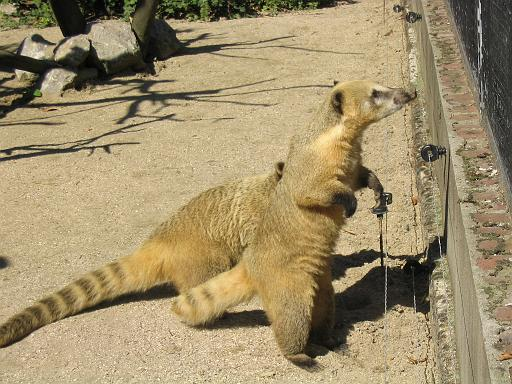
Coati roux
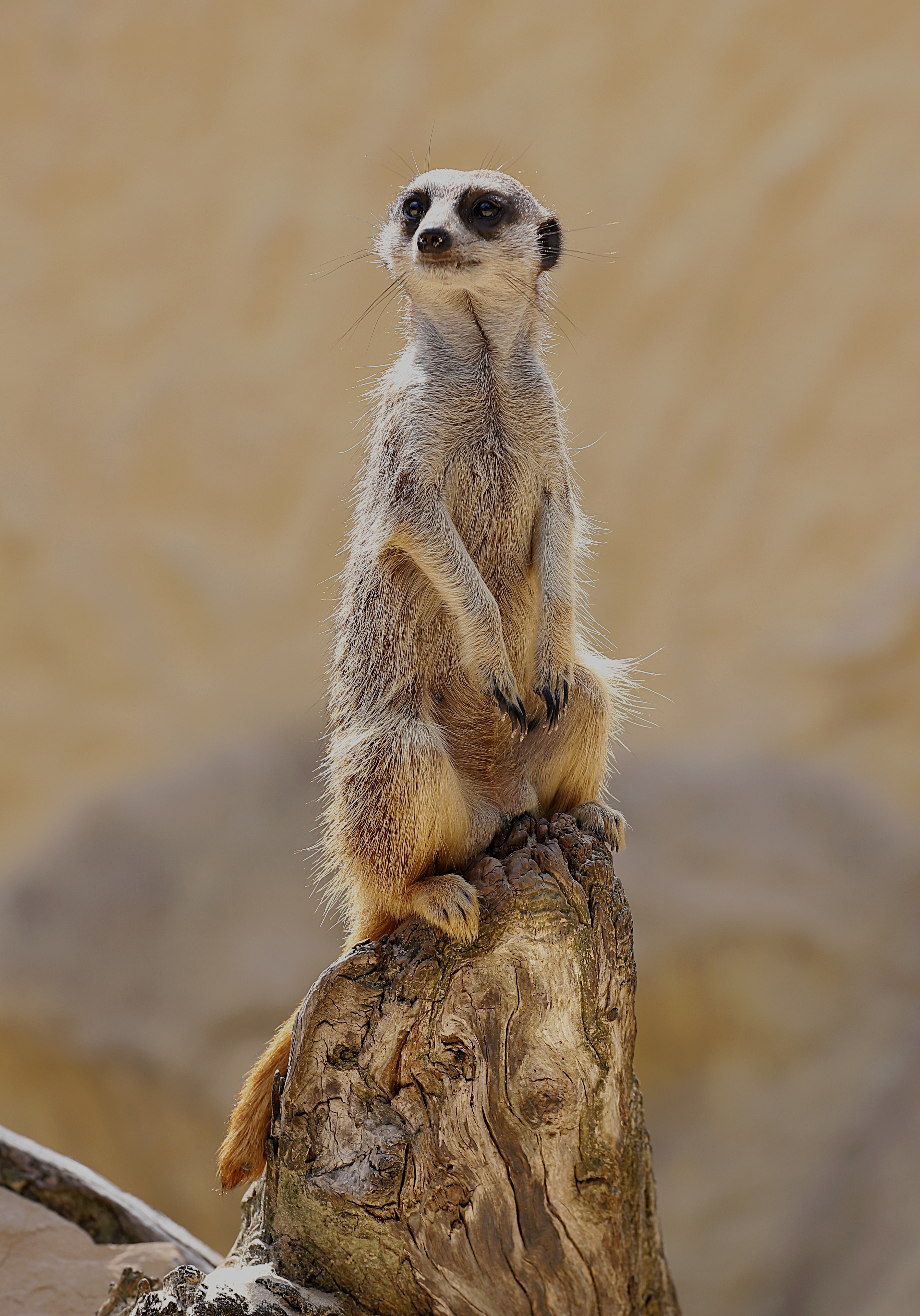
Suricate
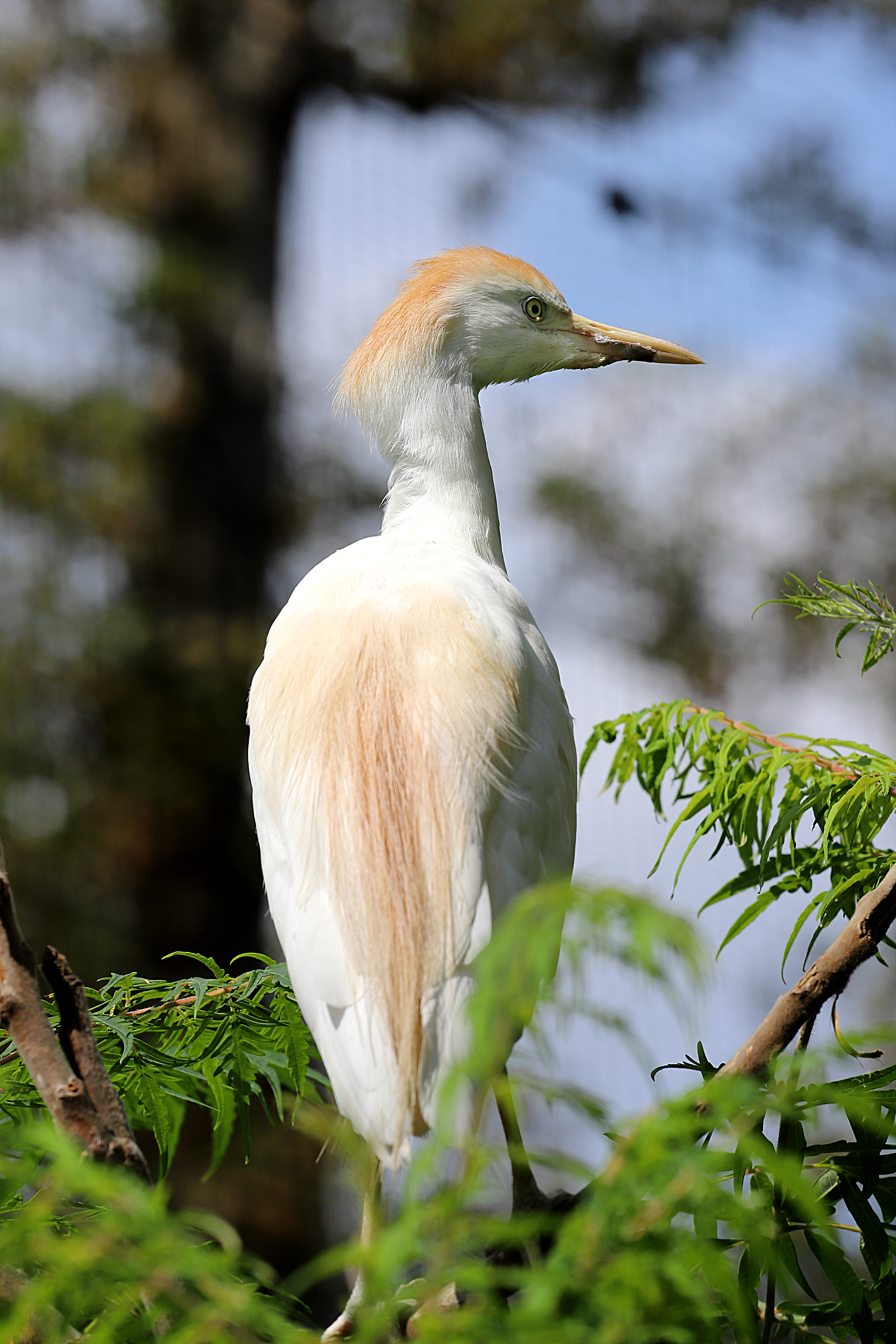
Héron garde-bœufs
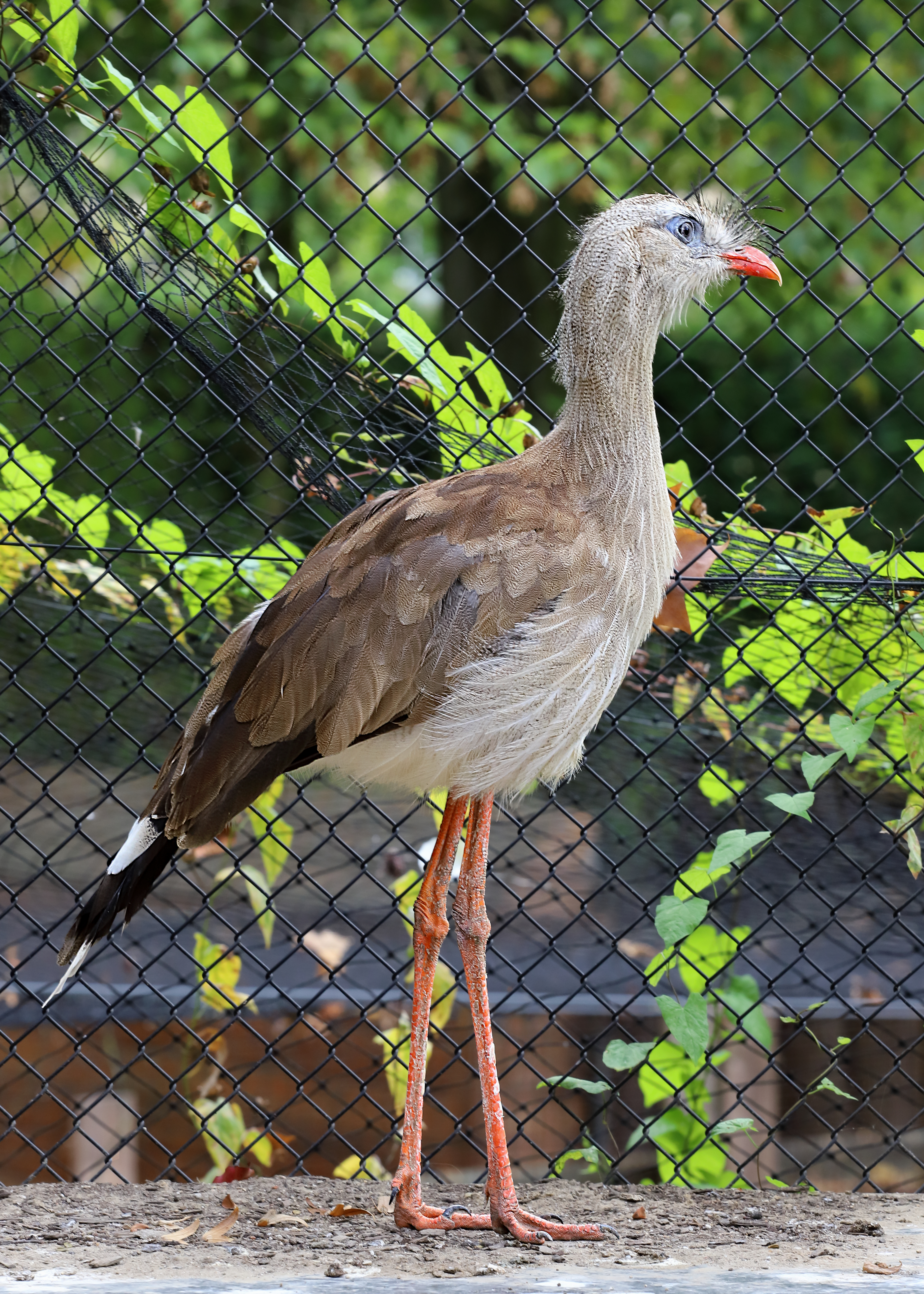
Cariama huppé
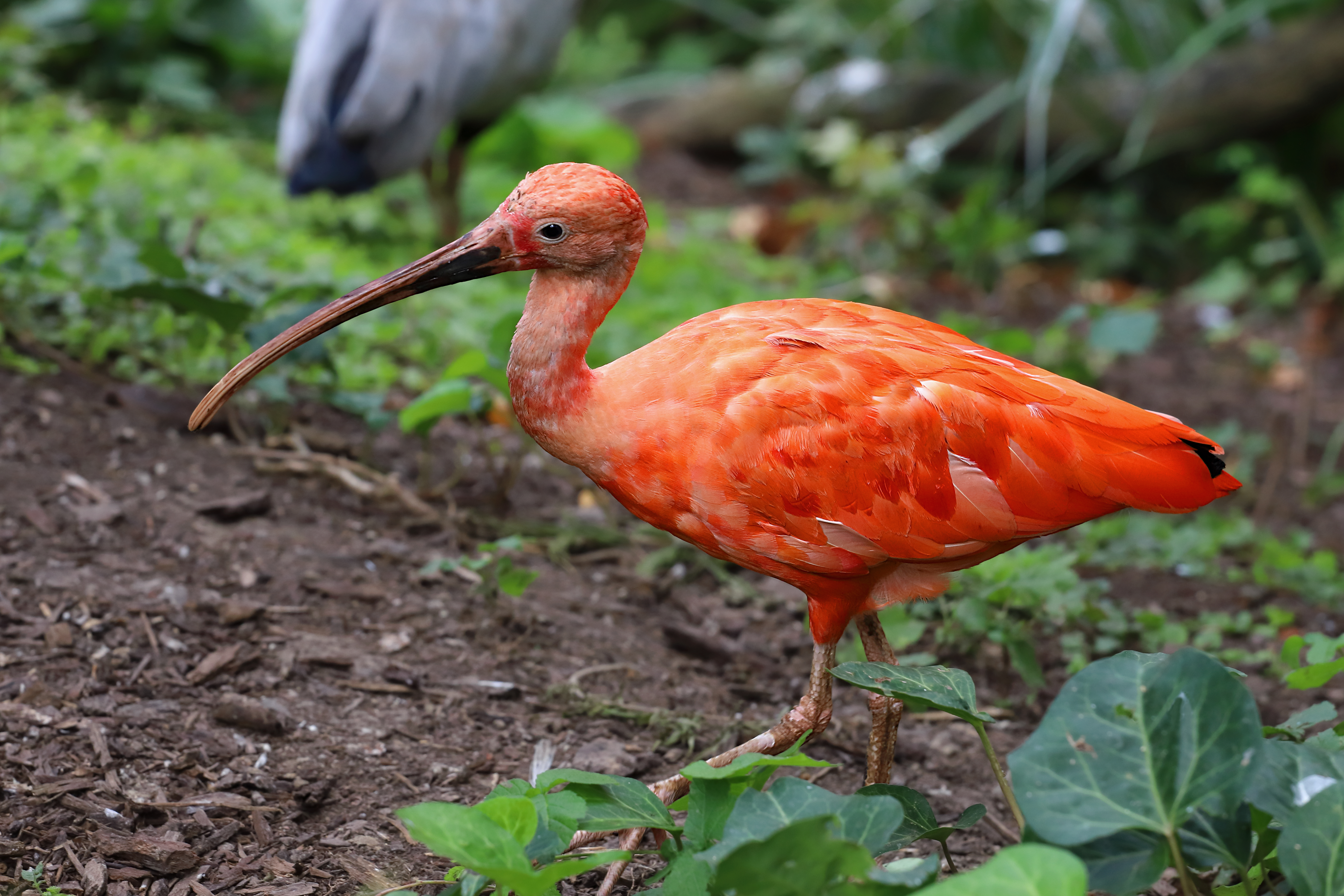
Ibis rouge
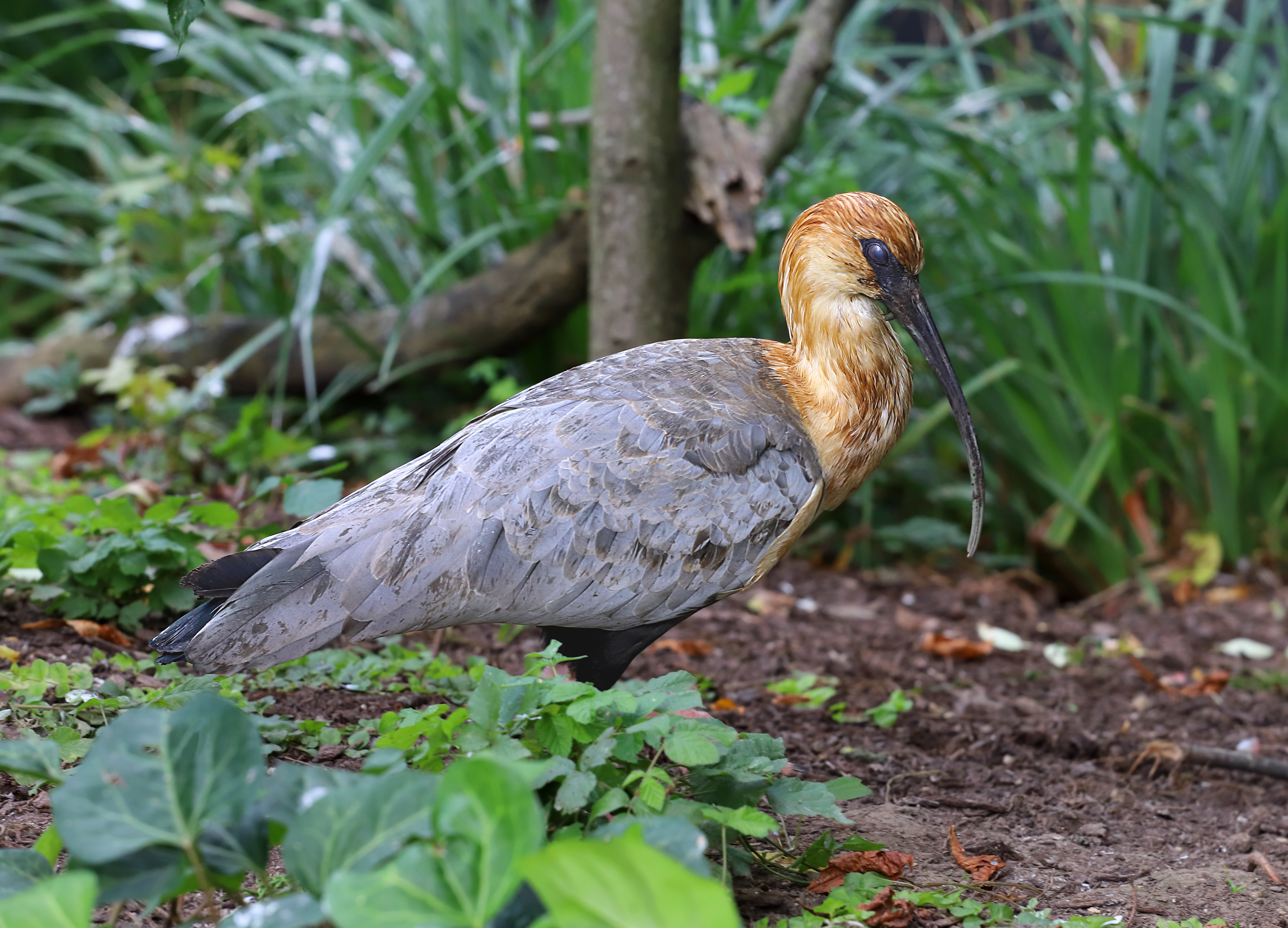
Ibis à face noire
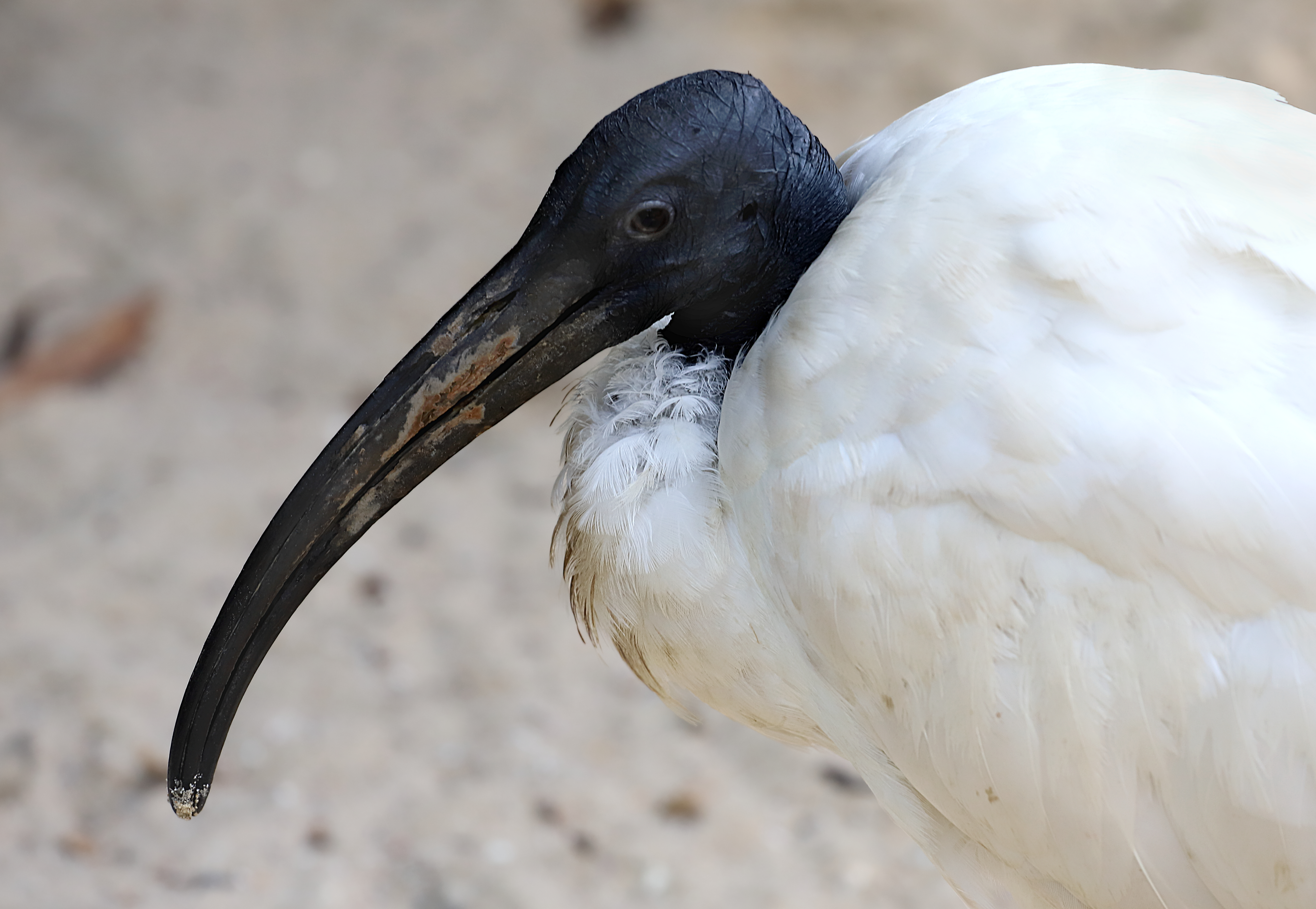
Ibis sacré
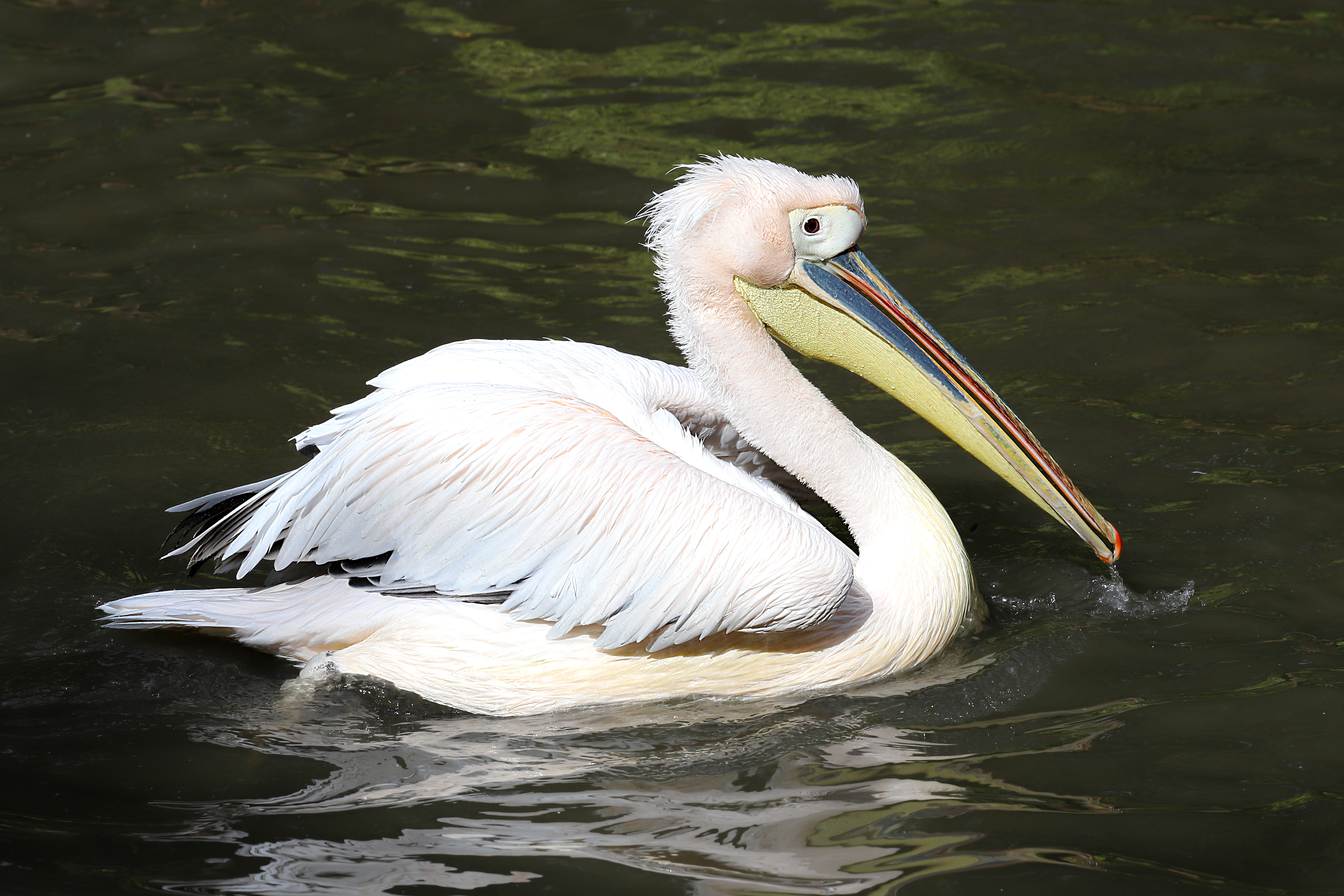
Pélican blanc
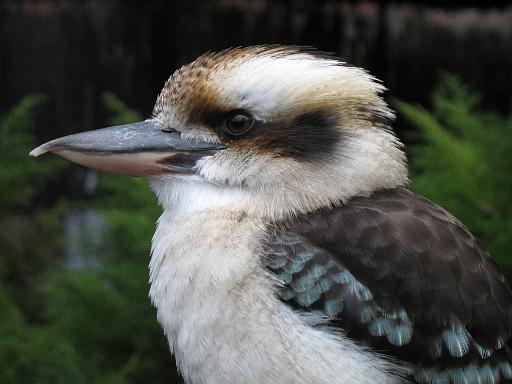
Kookaburra
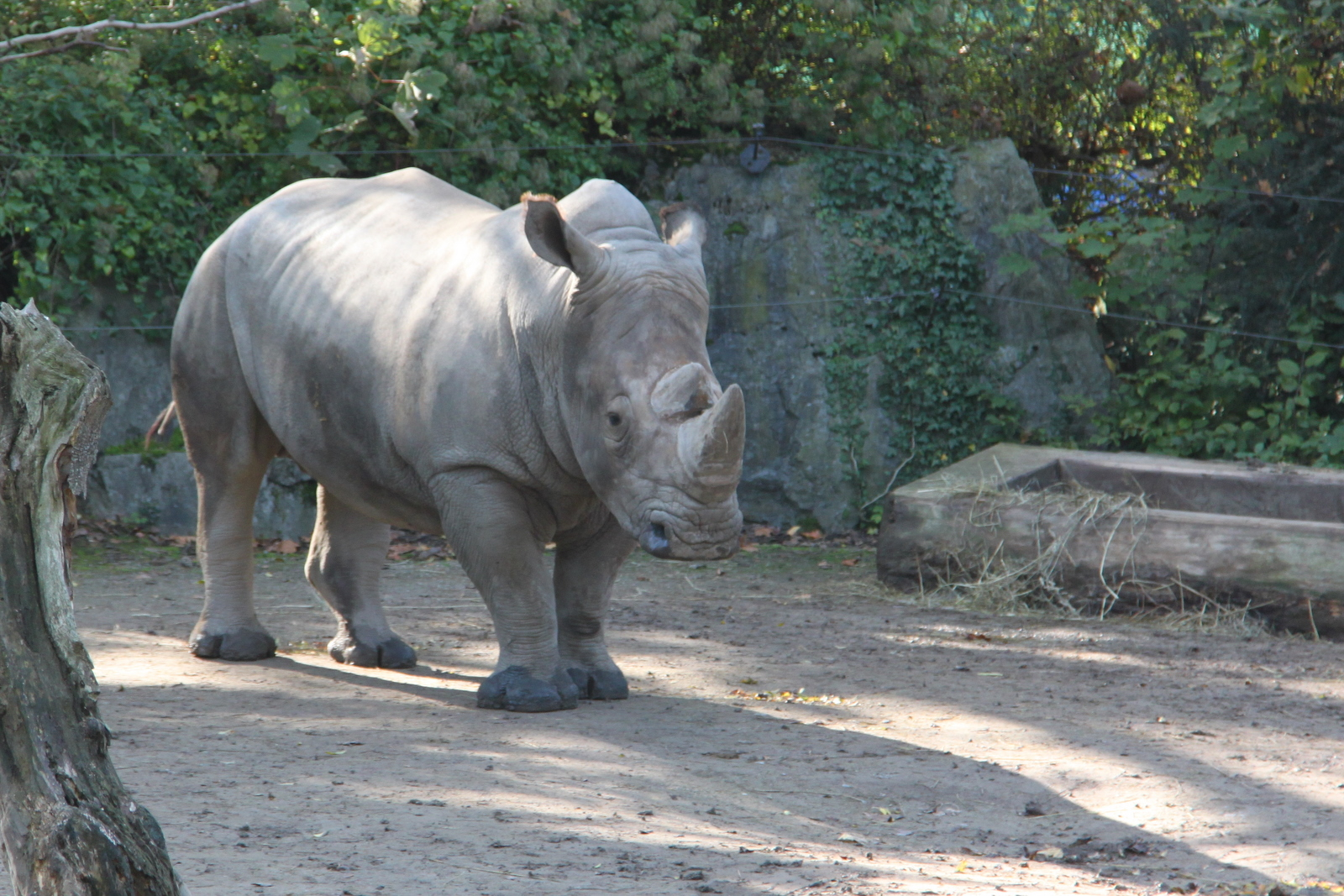
Rhinocéros blanc du Sud (absent du zoo depuis l'ouverture 2024)
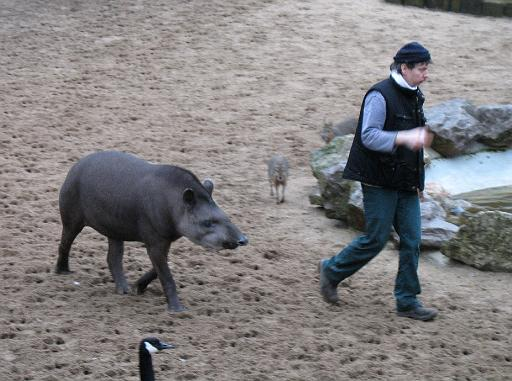
Tapir terrestre
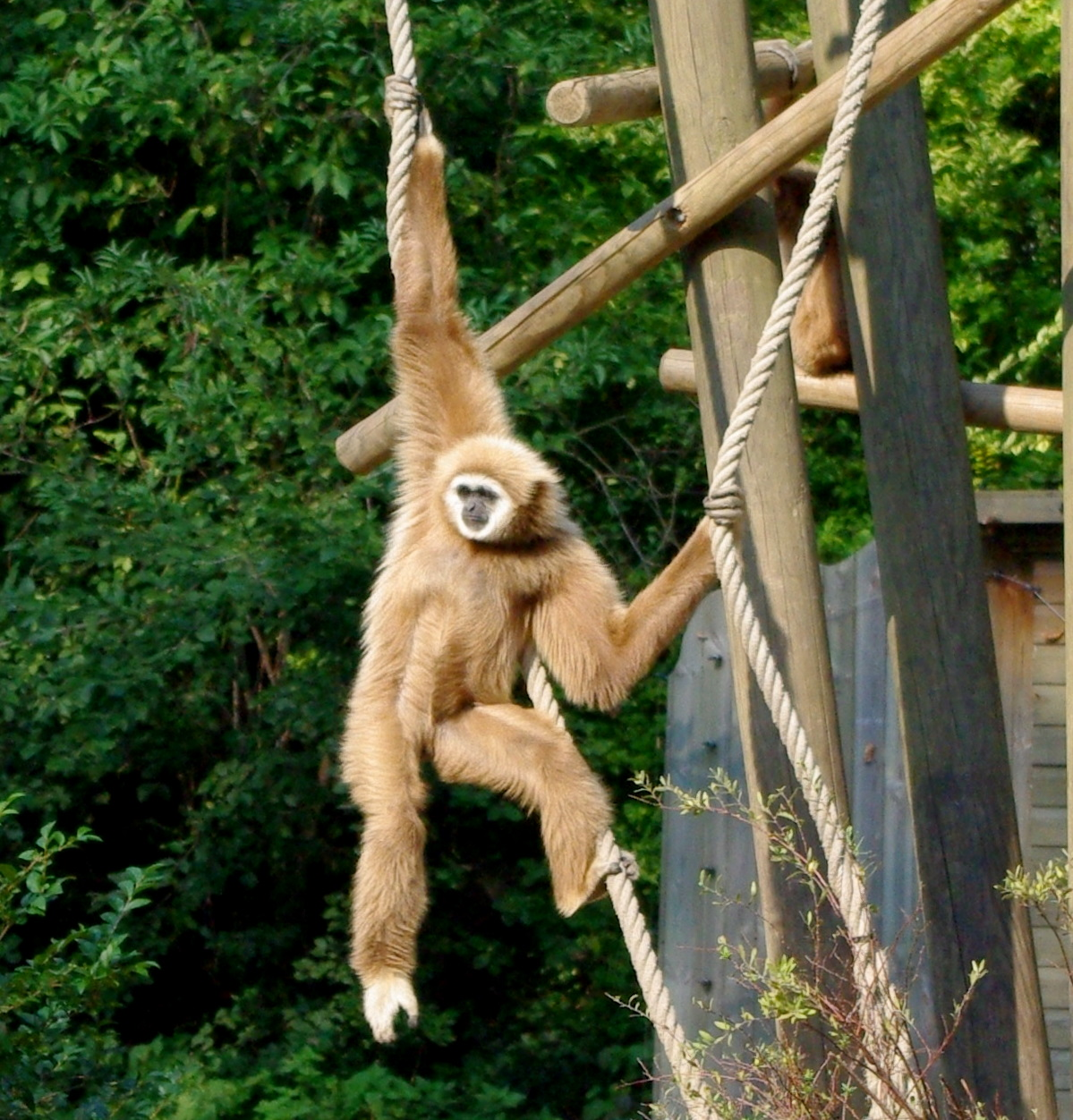
Gibbon à mains blanches
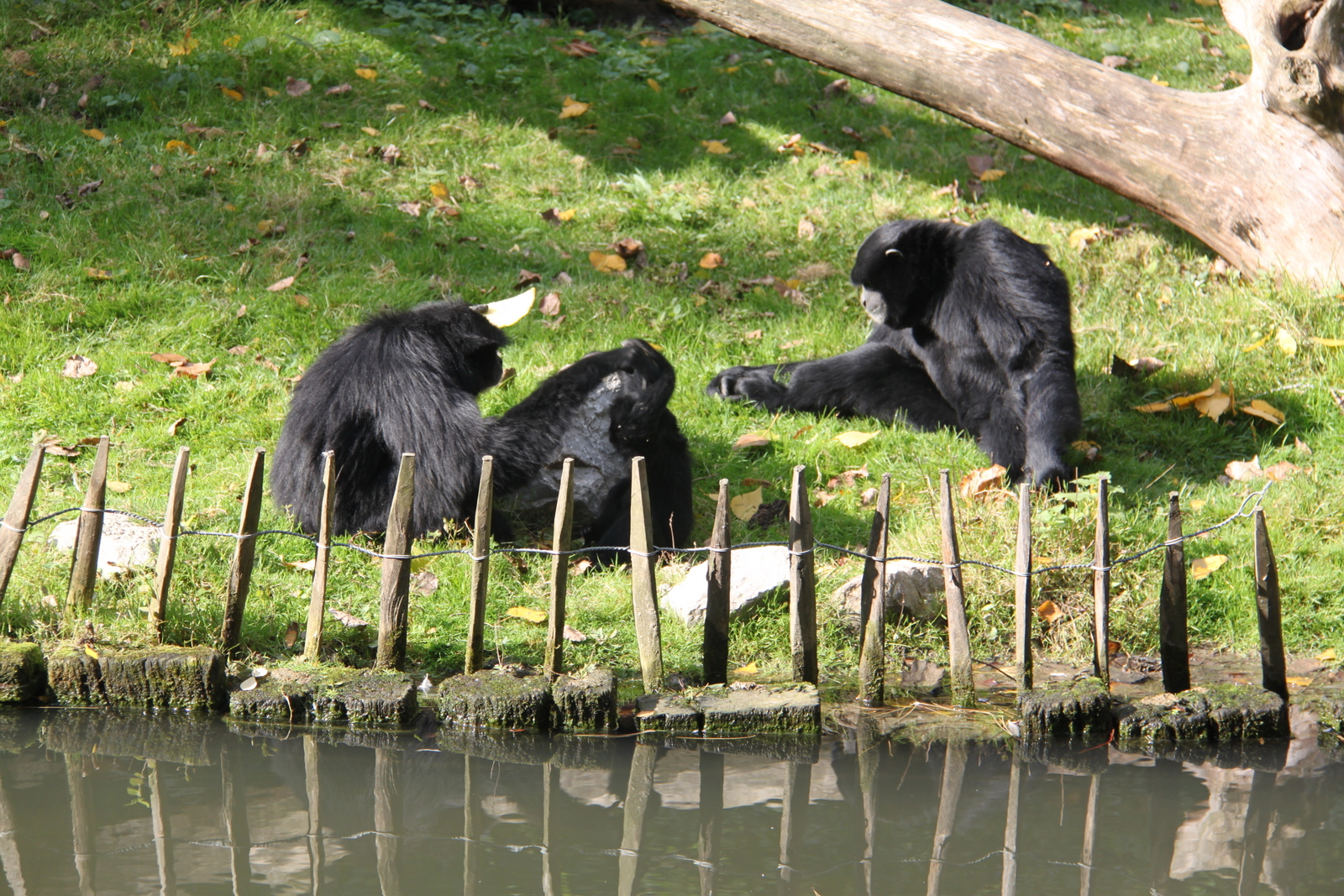
Siamangs
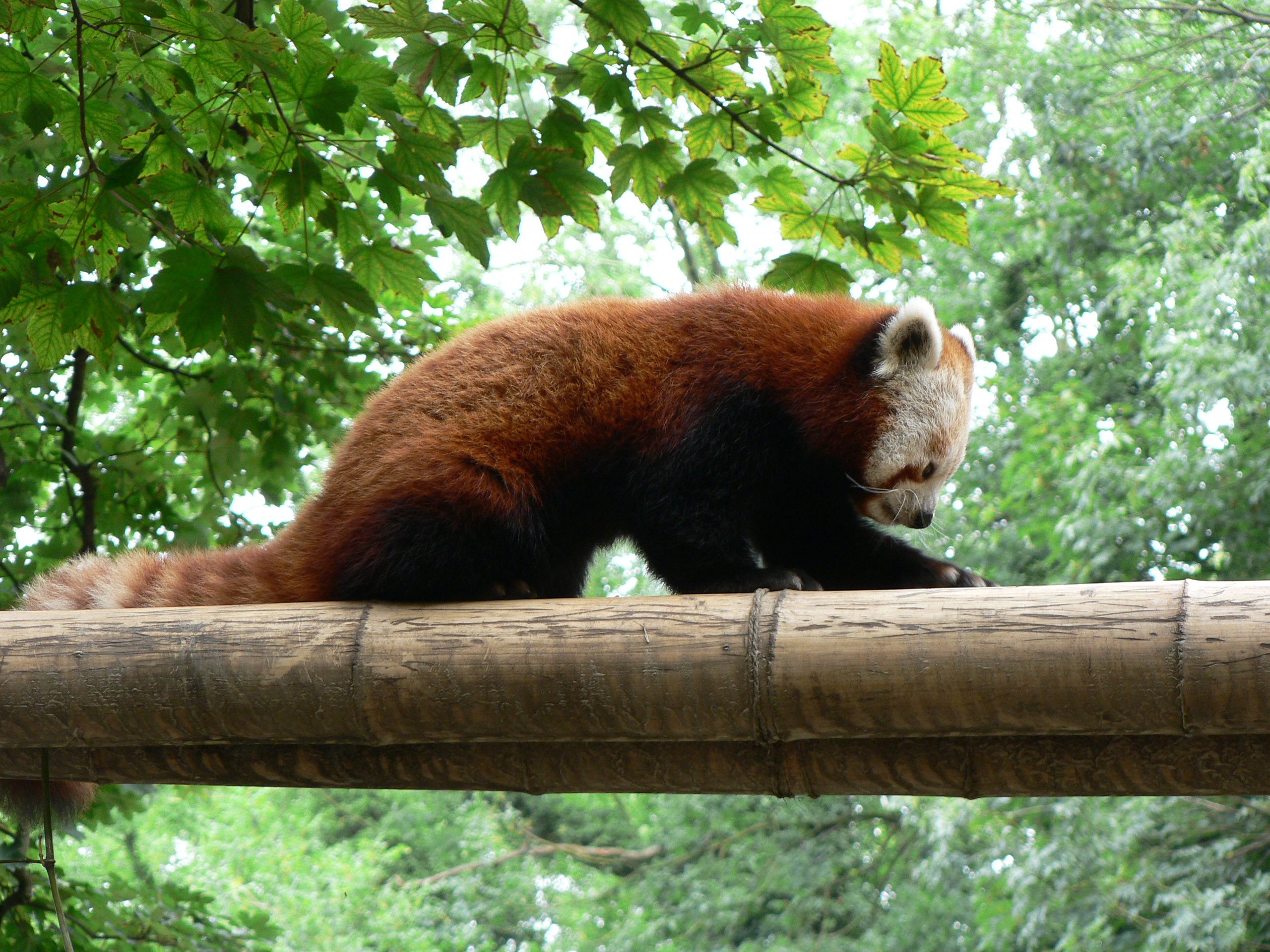
Panda roux
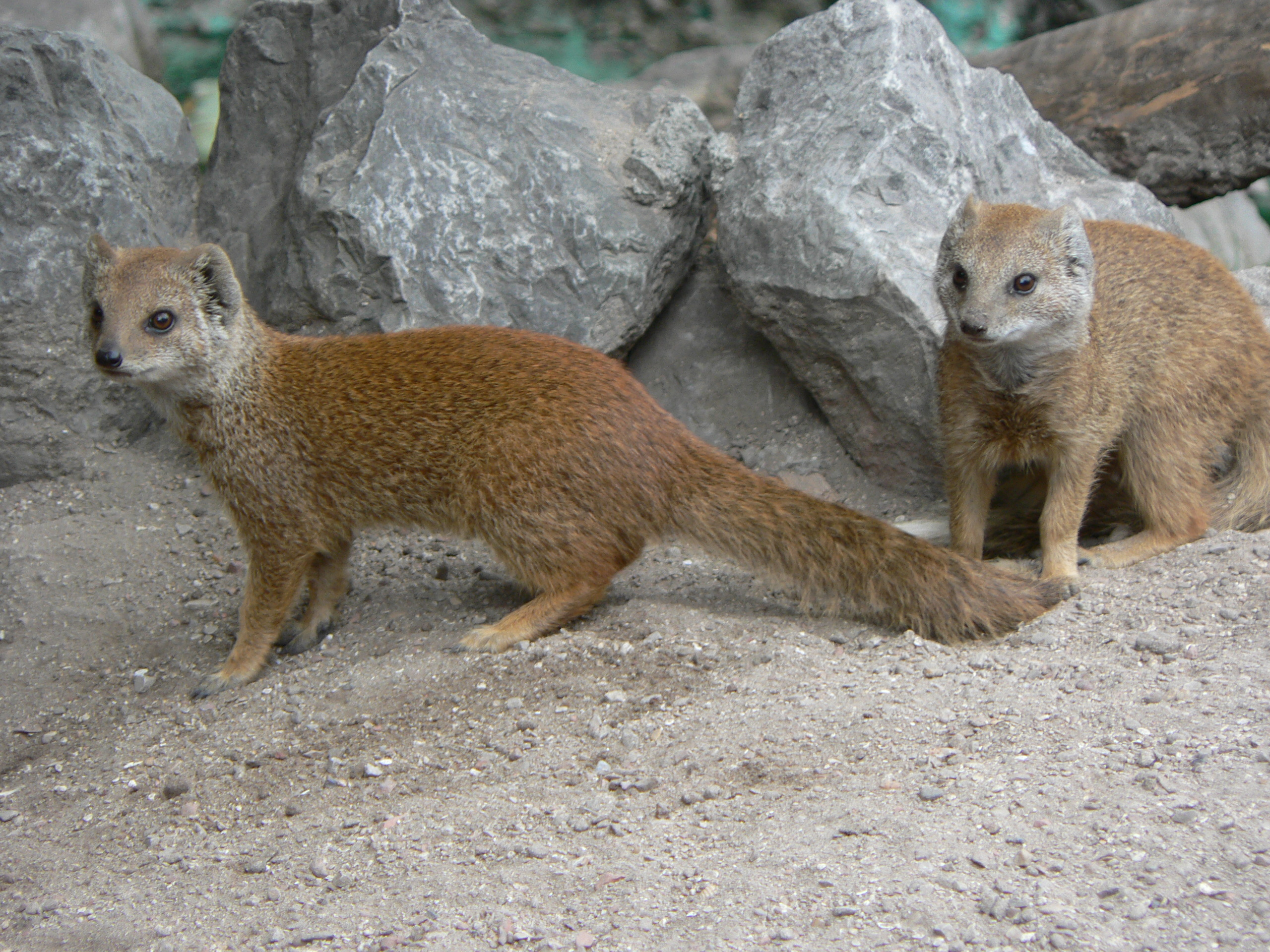
Mangoustes naines du Sud

## Conservation
Le zoo de Lille est soucieux du bien être animal et, en ce sens, cherche à préserver la bonne santé mentale et physique de ses animaux, en proposant régulièrement des nouveaux agrès et enrichissements ou encore avec la création d'abris afin que les animaux puissent se mettre en retrait du regard des visiteurs, par exemple.
Il propose de nombreuses animations auprès du grand public, mais également auprès des groupes scolaires et centres de loisirs permettant la découverte de la biodiversité animale.
Chaque année depuis 2000, le zoo participe à une campagne de sensibilisation.
La conservation des espèces menacées est un point pilier du parc zoologique qui est membre de plusieurs associations tels que :
- L'Association mondiale des zoos et aquariums (WAZA)[130]

- L'Association européenne des zoos et aquariums (EAZA)[131]

- L'Association française des parcs zoologiques (AFdPZ)[132]

### Conservation ex situ
Membre de l’EAZA, le zoo de Lille est associé à plusieurs programmes d'élevage encadrés par cette association. Parmi les espèces qui bénéficient d'un programme européen pour les espèces menacées (EEP), il participe, en effet, aux programmes qui concernent : l'agouti d'Azara, le binturong, le boa de Madagascar, le cacatoès soufré, le chevrotain malais, le cobe du Nil, l'étourneau de Bali, le fennec, le gibbon à mains blanches, le goura de Sclater, l'ibis de Ridgway, le loris lent pygmée, le loup à crinière, le manul, le maki catta, l'ombrette africaine, le muntjac de Reeves, le panda roux, le phacochère commun, le paresseux à deux doigts, le saki à face blanche, le siamang, le sterne Inca, le tamarin labié, le tapir terrestre, la tortue géante d'Aldabra et le vari noir et blanc.
Plusieurs espèces du zoo font par ailleurs l'objet d'un studbook européen (ESB) : le binturong, le gibbon à mains blanches, le kinkajou, le siamang, le tamarin labié et cætera.

### Conservation in situ
Afin de favoriser la survie, le maintien et la préservation des espèces animales dans leur milieu naturel, le parc zoologique soutient financièrement des associations qui participent à la conservation, à la protection ou à la sensibilisation d'espèces animales à travers les continents (tapir terrestre, binturong, étourneaux de Bali, loris lent pygmée) mais aussi plus localement, en soutenant une association de protection de la faune dans les Hauts-de-France.

## Données économiques et opérationnelles

### Activités
Le zoo est ouvert, en 2025, 9 mois; du 08 février au 10 novembre. Il ferme cependant chaque mardi. Il propose plusieurs activités pour différents types de visiteurs : groupes scolaires et centres de loisirs et grand public : le goûter des animaux, la visite des coulisses, une offre anniversaire, zooclub ado et des ateliers.

### Budget
De 2012 à 2014, le zoo a un budget de fonctionnement de 1 200 000 €.
Un article de La Voix du Nord, en date du 28 octobre 2017, annonce que le parc zoologique coûte 1 580 000 € par an à la municipalité.

### Tarifs et politiques de prix
L'entrée est gratuite pour les Lillois, Lommois et Hellemmois, à condition de disposer d'un Pass Lille&moi. Elle l'est également pour les enfants de moins de 5 ans.
Deux formules s'offrent aux visiteurs non résidents de Lille et de ses communes associées : le billet 1 jour et l'abonnement.
Concernant le billet 1 jour, le tarif plein adulte est de 6€, le tarif plein enfant (5 à 17 ans) de 3€. D'autres tarifs, selon les situations, sont également pratiqués.
Concernant l'abonnement, qui permet de visiter le zoo en illimité sur 1 an, les tarifs sont les suivants : 16€ pour les adultes, 8€ pour les enfants (5 à 17 ans inclus). Il existe aussi une formule famille qui se compose de la manière suivante : 2 adultes + 3 enfants (maximum) pour un tarif de 42€. (Tarifs 2025)

### Services
Le zoo dispose, en son sein, de services de restauration (proposant plusieurs sucreries) par la Cabane gourmande, ouverte depuis le 1er mai 2018.
Depuis le 1er juin de cette même année, il est installé une boutique de souvenirs éco-responsables de conception et fabrication française et anglo-saxonne.

### Direction et personnel

#### Propriétaire
La Ville de Lille est la propriétaire du parc zoologique.

#### Directeurs
| Période     | Directeur                  | Période | Directeur        |
| ----------- | -------------------------- | ------- | ---------------- |
| 1981 - 1991 | Marcel Dhénin              | 2020 -  | Sophie Dardalhon |
| 1991 - 2006 | Franck Haelewyn            |         |                  |
| 2006 - 2007 | /                          |         |                  |
| 2007 - 2015 | Géraldine Cassiat-Morisset |         |                  |
| 2016 - 2020 | Géraldine Blanchon-Pothet  |         |                  |

#### Emplois
En 2004, le parc zoologique lillois est doté d'une équipe de 45 personnes.
En 2013, il embauche environ 30 personnes. En 2015, ce sont 35 employés aidés par 40 jardiniers municipaux qui travaillent au parc.
En 2019, mais également en 2020, le zoo dénombre 40 employés, dont 15 soigneurs parmi lesquels un vétérinaire et deux responsables,.

### Fréquentation
| Année | Visiteurs | Année | Visiteurs | Année | Visiteurs | Année | Visiteurs | Année | Visiteurs |
| ----- | --------- | ----- | --------- | ----- | --------- | ----- | --------- | ----- | --------- |
| 1961  | 150.000   | 2005  | 1.327.268 | 2010  | 846.583   | 2015  | 831.097   | 2020  | /         |
| 2001  | 1.512.000 | 2006  | 1.055.573 | 2011  | 1.018.914 | 2016  | 881.097   | 2021  | 161.000   |
| 2002  | 1.500.000 | 2007  | 1.003.615 | 2012  | 863.203   | 2017  | 465.000   | 2022  | /         |
| 2003  | 1.500.000 | 2008  | 1.009.187 | 2013  | 871.690   | 2018  | 307.600   | 2023  | 282 000   |
| 2004  | 1.500.000 | 2009  | 926.513   | 2014  | 999.426   | 2019  | 308.700   | 2024  | 300 000   |

Le zoo a vu sa fréquentation fortement baisser en 2017, ce qui s'explique par la mise en en vigueur d'une tarification du billet d'entrée pour les non-Lillois, non-Hellemois et non-Lommois (qu'ils ne représentent, par ailleurs, que 20% du public en 2015); le zoo était jusqu'alors totalement gratuit.
En effet, alors qu'il était le parc zoologique le plus fréquenté de France entre 2005 et 2014 et le deuxième entre 2015 et 2016 derrière le ZooParc de Beauval (au niveau régional, il est alors le deuxième site récréatif après le Parc Astérix), il est descendu à la cinquième place des zoos en 2017, et continue de sombrer dans ce classement par la suite.
Il est le deuxième parc zoologique de l'Eurométropole Lille-Courtrai-Tournai, derrière l'un des plus importants d'Europe : Pairi Daiza. Il est l'un des grands sites de culture et de loisirs parmi les plus fréquentés du territoire.

## Dans la culture

### Cinéma
Dans le film français intitulé Entre ses mains sorti en 2005, le personnage interprété par Benoît Poelvoorde est vétérinaire au zoo de Lille.

### Télévision
Le zoo de Lille a servi de décors pour la très populaire série HPI. Dans le deuxième épisode de la saison 4, les deux personnages principaux (Morgane et Karadec), s’y retrouvent impliqués dans une course-poursuite.
L’épisode 32 (Espèces protégées) de la série policière Commissaire Magellan a été tourné, en grande partie, au parc zoologique lillois, alors nommé zoo de Saignac. La mort sur laquelle enquête le héros de la série a lieu au sein du bâtiment de la zone « Voyage exotique ». Le zoo de Maubeuge est également utilisé comme décors pour les besoins de l’épisode.

### Littérature
Un livre de la collection Polars en Nord Junior, écrit par l’écrivaine Mélanie Tellier, intitulé  « Grand Bazar au zoo de Lille » est sorti en 2018. Il y est question de la disparition d’un singe et d’une enquête que mènent alors deux enfants,.

### Documentaire
Noham Huclin, Dans les coulisses du zoo de Lille, 14 min 32 s, 2022 